# Fabian Greilinger
Fabian Greilinger (* 13. September 2000 in Eggenfelden) ist ein deutscher Fußballspieler. Er wurde in der Saison 2019/20  Profi beim TSV 1860 München.

## Karriere
Greilinger spielte in der Jugend beim Wacker Burghausen, bevor er 2015 als 14-Jähriger in die Jugendabteilung des TSV 1860 München wechselte. In der Saison 2018/19 gehörte Greilinger noch zum U19-Kader der Löwen, jedoch kam er bereits zu 16 Einsätzen in der 2. Mannschaft, bei der er drei Tore erzielte. In der Saison 2019/20 rückte er in den Profikader der Sechzger auf und kam bereits am 1. Spieltag zu seinem Debüt, als er gegen Preußen Münster in der 78. Minute für Marius Willsch eingewechselt wurde. Am darauf folgenden Spieltag lief Greilinger im Auswärtsspiel gegen Eintracht Braunschweig erstmals von Beginn an auf.
In dieser und den folgenden drei Saisons kam er zumeist nicht über die Rolle eines Einwechselspielers hinaus und wurde vor allem auf den Außenbahnen eingesetzt. Im März 2022 hat er seinen Vertrag in München verlängert.
Zur Saison 2024/25 wechselt er ablösefrei zum SV Wehen Wiesbaden.

## Erfolge
TSV 1860 München
- Gewinn des Bayerischen Toto-Pokals: 2020